# PGC 1243638
LEDA/PGC 1243638 ist eine Galaxie im Sternbild Pegasus am Nordsternhimmel. Sie ist schätzungsweise 763 Millionen Lichtjahre von der Milchstraße entfernt und hat einen Durchmesser von etwa 80.000 Lichtjahren. Vom Sonnensystem aus entfernt sich das Objekt mit einer errechneten Radialgeschwindigkeit von näherungsweise 16.900 Kilometern pro Sekunde.
Im selben Himmelsareal befinden sich unter anderem die Galaxien NGC 7147, NGC 7149, PGC 67477, PGC 67521.